# Molí de vent de Mas Alba
El Molí de vent de Mas Alba és una obra de Vilademuls (Pla de l'Estany) inclosa a l'Inventari del Patrimoni Arquitectònic de Catalunya.

## Descripció
Molí de vent de planta octogonal, formant una columna de totxo vist amb reforços sobresortint a les arestes de l'octògon, fets de totxo de 14 cm que formen un seguit regular de columnetes (pilastres). El basament es fa amb una base quadrada on se situa el pou, té obertures rodones en el pany de paret que mira al sud. El remat de les pilastres de 14 cm es fa amb un element"capitell" que vola respecte a la vertical del cos del molí i serveix per sostenir el dipòsit, rematat per una barana metàl·lica de barrots verticals. Al centre de la terrassa que cobreix el dipòsit hi ha l'element giratori i orientable que recull el vent.